# Bahreïn aux Jeux olympiques d'été de 2024
Le Bahreïn participe aux Jeux olympiques de 2024 à Paris. Il s'agit de sa 11e participation à des Jeux olympiques d'été.
Le nageur Saud Ghali et la nageuse Amani Al-Obaidli sont nommés porte-drapeaux de la délégation en juillet 2024.

## Nombre d’athlètes qualifiés par sport

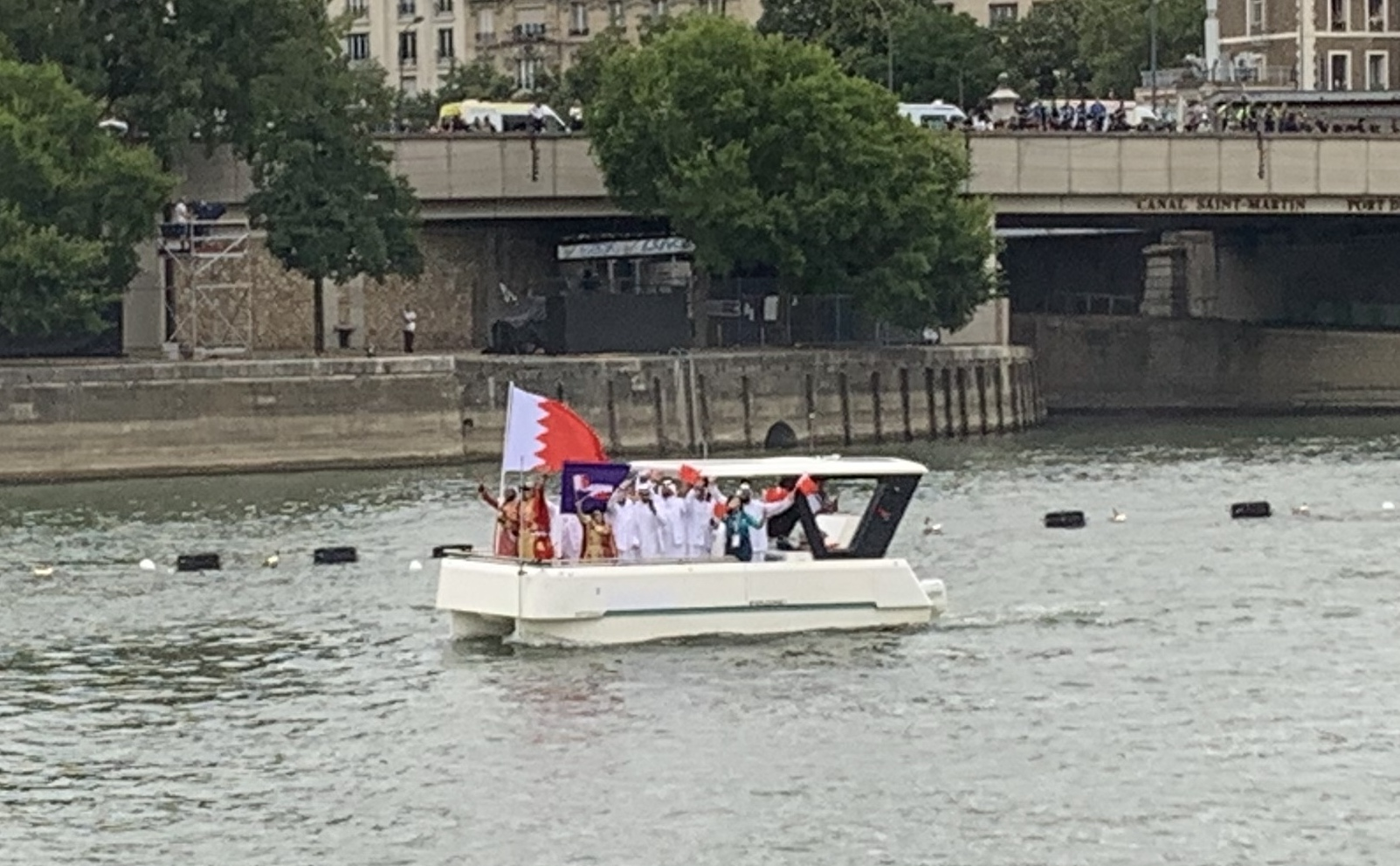
Le bateau du Bahreïn lors de la cérémonie d'ouverture des Jeux olympiques d'été de 2024.

Voici la liste des qualifiés et sélectionnés bahreïniens par sport (remplaçants compris) :
| Sport                                 | Hommes | Femmes | Total |
| ------------------------------------- | ------ | ------ | ----- |
| Athlétisme                            | 1      | 6      | 7     |
| Haltérophilie                         | 2      | -      | 2     |
| Judo                                  | 1      | -      | 1     |
| Lutte                                 | 1      | -      | 1     |
| Sports aquatiques • Natation sportive | 1      | 1      | 2     |
| Total                                 | 6      | 7      | 13    |

## Bilan général
| Sport         | Médaille d'or, Jeux olympiques | Médaille d'argent, Jeux olympiques | Médaille de bronze, Jeux olympiques | Total | Rang pays |
| ------------- | ------------------------------ | ---------------------------------- | ----------------------------------- | ----- | --------- |
| Athlétisme    | 1                              | 1                                  | 0                                   | 2     | 14e       |
| Haltérophilie | 0                              | 0                                  | 1                                   | 1     | 16e       |
| Lutte         | 1                              | 0                                  | 0                                   | 1     | 8e        |
| Total         | 2                              | 1                                  | 1                                   | 4     | 33e       |

| Jour    | Médaille d'or, Jeux olympiques | Médaille d'argent, Jeux olympiques | Médaille de bronze, Jeux olympiques | Total |
| ------- | ------------------------------ | ---------------------------------- | ----------------------------------- | ----- |
| 6 août  | 1                              | 0                                  | 0                                   | 1     |
| 9 août  | 0                              | 1                                  | 0                                   | 1     |
| 10 août | 0                              | 0                                  | 1                                   | 1     |
| 11 août | 1                              | 0                                  | 0                                   | 1     |
| Total   | 2                              | 1                                  | 1                                   | 4     |

| Sexe   | Médaille d'or, Jeux olympiques | Médaille d'argent, Jeux olympiques | Médaille de bronze, Jeux olympiques | Total |
| ------ | ------------------------------ | ---------------------------------- | ----------------------------------- | ----- |
| Hommes | 1                              | 0                                  | 1                                   | 2     |
| Femmes | 1                              | 1                                  | 0                                   | 2     |
| Mixte  | 0                              | 0                                  | 0                                   | 0     |
| Total  | 2                              | 1                                  | 1                                   | 4     |

## Médaillés
| Sport      | Discipline                   | Athlète(s)             | Performance                           | Date         |
| ---------- | ---------------------------- | ---------------------- | ------------------------------------- | ------------ |
| Athlétisme | 3 000 mètres steeple féminin | Winfred Yavi           | 8 min 52 s 76                         | 6 août 2024  |
| Lutte      | Moins de 97 kg hommes        | Akhmed Tazhudinov (en) | 2 - 0 contre Givi Matcharashvili (en) | 11 août 2024 |

| Sport      | Discipline         | Athlète(s)      | Performance | Date        |
| ---------- | ------------------ | --------------- | ----------- | ----------- |
| Athlétisme | 400 mètres féminin | Salwa Eid Naser | 48 s 53     | 9 août 2024 |

| Sport         | Discipline            | Athlète(s)   | Performance | Date         |
| ------------- | --------------------- | ------------ | ----------- | ------------ |
| Haltérophilie | Plus de 102 kg hommes | Gor Minasyan | 461 kg      | 10 août 2024 |

## Résultats

### Athlétisme
Légende
Records et Performances
- AR : Record continental (area record)
- CR : Record des championnats (championship record)
- MR : Record du meeting (meet record)
- NR : Record national (national record)
- OR : Record olympique (olympic record)
- PR : Record paralympique (paralympic record)
- PB : Record personnel (personal best)
- SB : Meilleure performance personnelle de la saison (season's best)
- WL : Meilleure performance mondiale de l'année (world leader)
- WJR : Record du monde junior (world junior record)
- WR : Record du monde (world record)

Circonstances et Conditions
- DNF : N'a pas terminé (did not finish)
- DNS : N'a pas pris le départ (did not start)
- DQ : Disqualification (disqualification)
- NM : Aucun essai valable enregistré (No Mark)
- Q : Qualifié « directement » au prochain tour (ou à la prochaine compétition), lors d'une compétition majeure, grâce au classement ou à la réalisation des minima (automatic qualifier)
- q : Qualifié au prochain tour (ou à la prochaine compétition), lors d'une compétition majeure, grâce au repêchage ou à la réalisation de l'une des meilleures performances parmi celles des « non qualifiés directement » (grâce au meilleur temps ou à la meilleure distance par exemple) (secondary qualifier)

#### Hommes
| Athlète       | Épreuve  | Premier tour   | Premier tour | Finale         | Finale  |
| Athlète       | Épreuve  | Temps          | Rang         | Temps          | Rang    |
| ------------- | -------- | -------------- | ------------ | -------------- | ------- |
| Birhanu Balew | 5 000 m  | 13 min 53 s 11 | 10e          | Éliminé        | Éliminé |
| Birhanu Balew | 10 000 m | Non disputé    | Non disputé  | 27 min 30 s 94 | 17e     |

#### Femmes
| Athlète         | Épreuve         | Premier tour  | Premier tour | Repêchage   | Repêchage   | Demi-finales | Demi-finales | Finale           | Finale                             |
| Athlète         | Épreuve         | Temps         | Rang         | Temps       | Rang        | Temps        | Rang         | Temps            | Rang                               |
| --------------- | --------------- | ------------- | ------------ | ----------- | ----------- | ------------ | ------------ | ---------------- | ---------------------------------- |
| Salwa Eid Naser | 400 m           | 49 s 91       | 1re Q        | Non disputé | Non disputé | 49 s 08 SB   | 1re Q        | 48 s 53 SB       | Médaille d'argent, Jeux olympiques |
| Kemi Adekoya    | 400 m haies     | DNS           | DNS          | Éliminé     | Éliminé     | Éliminé      | Éliminé      | Éliminé          | Éliminé                            |
| Eunice Chumba   | Marathon        | Non disputé   | Non disputé  | Non disputé | Non disputé | Non disputé  | Non disputé  | 2 h 26 min 10 s  | 10e                                |
| Tigist Gashaw   | Marathon        | Non disputé   | Non disputé  | Non disputé | Non disputé | Non disputé  | Non disputé  | 2 h 30 min 53 s  | 34e                                |
| Rose Chelimo    | Marathon        | Non disputé   | Non disputé  | Non disputé | Non disputé | Non disputé  | Non disputé  | 2 h 32 min 8 s   | 43e                                |
| Winfred Yavi    | 3 000 m steeple | 9 min 15 s 11 | 1re Q        | Non disputé | Non disputé | Non disputé  | Non disputé  | 8 min 52 s 76 OR | Médaille d'or, Jeux olympiques     |

### Haltérophilie
| Athlète        | Compétition     | Arraché  | Arraché | Épaulé-jeté | Épaulé-jeté | Total  | Rang                                |
| Athlète        | Compétition     | Résultat | Rang    | Résultat    | Rang        | Total  | Rang                                |
| -------------- | --------------- | -------- | ------- | ----------- | ----------- | ------ | ----------------------------------- |
| Lesman Paredes | Moins de 102 kg | 181 kg   | 5e      | 211 kg      | 6e          | 392 kg | 6e                                  |
| Gor Minasyan   | Plus de 102 kg  | 216 kg   | 1re     | 245 kg      | 3e          | 461 kg | Médaille de bronze, Jeux olympiques |

### Judo
| Athlète           | Compétition    | 1er tour                 | 2e tour             | Quart de finale     | Demi-finale         | Repêchage           | Finale / CB         | Rang    |
| Athlète           | Compétition    | Adversaire Résultat      | Adversaire Résultat | Adversaire Résultat | Adversaire Résultat | Adversaire Résultat | Adversaire Résultat | Rang    |
| ----------------- | -------------- | ------------------------ | ------------------- | ------------------- | ------------------- | ------------------- | ------------------- | ------- |
| Askerbii Gerbekov | Moins de 81 kg | Albayrak Défaite 00 - 10 | Éliminé             | Éliminé             | Éliminé             | Éliminé             | Éliminé             | Éliminé |

### Lutte
| Athlète           | Compétition    | Huitièmes de finale     | Quart de finale         | Demi-finale           | Repêchage           | Finale / CB                   | Rang                           |
| Athlète           | Compétition    | Adversaire Résultat     | Adversaire Résultat     | Adversaire Résultat   | Adversaire Résultat | Adversaire Résultat           | Rang                           |
| ----------------- | -------------- | ----------------------- | ----------------------- | --------------------- | ------------------- | ----------------------------- | ------------------------------ |
| Akhmed Tazhudinov | Moins de 97 kg | Azarpira Victoire 4 - 3 | Yergali Victoire 14 - 2 | Snyder Victoire 6 - 4 | Exempté             | Matcharashvili Victoire 2 - 0 | Médaille d'or, Jeux olympiques |

### Natation
| Athlète    | Épreuve   | Séries        | Séries | Demi-finales | Demi-finales | Finale  | Finale  |
| Athlète    | Épreuve   | Temps         | Rang   | Temps        | Rang         | Temps   | Rang    |
| ---------- | --------- | ------------- | ------ | ------------ | ------------ | ------- | ------- |
| Saud Ghali | 200 m dos | 2 min 22 s 51 | 25e    | Éliminé      | Éliminé      | Éliminé | Éliminé |

| Athlète          | Épreuve   | Séries       | Séries | Demi-finales | Demi-finales | Finale   | Finale   |
| Athlète          | Épreuve   | Temps        | Rang   | Temps        | Rang         | Temps    | Rang     |
| ---------------- | --------- | ------------ | ------ | ------------ | ------------ | -------- | -------- |
| Amani Al-Obaidli | 100 m dos | 1 min 4 s 27 | 31e    | Éliminée     | Éliminée     | Éliminée | Éliminée |